# Lễ hội âm nhạc

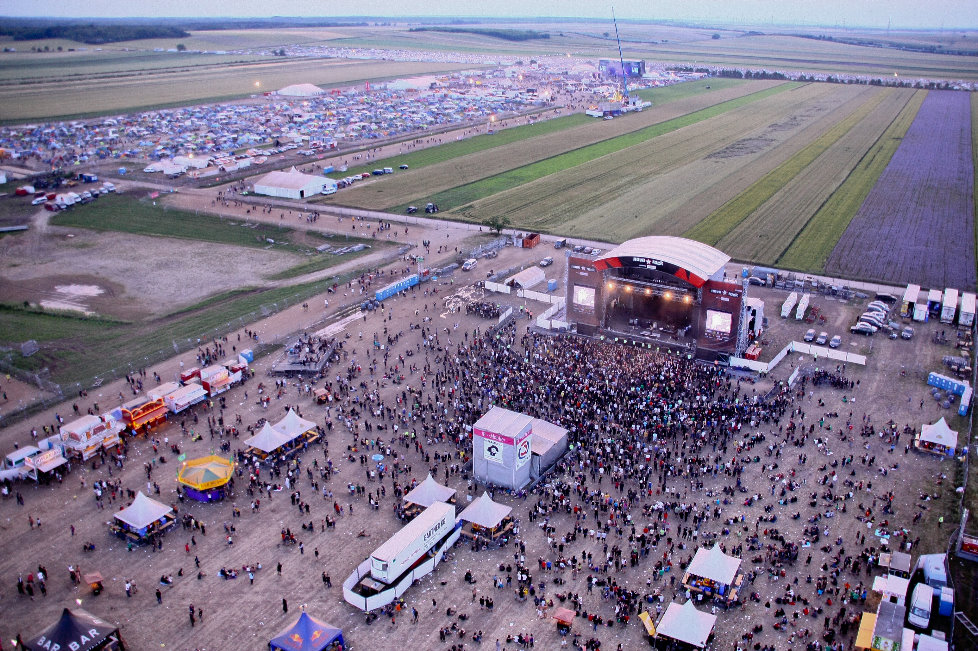
Lễ hội âm nhạc tại thị trấn Nickelsdorf, nước Áo, ảnh chụp cho thấy cả sân khấu chính và nơi dựng rạp trên một cánh đồng ở phía sau

Lễ hội âm nhạc hay còn gọi là đại nhạc hội hoặc liên hoan âm nhạc (tiếng Anh: music festival), là một sự kiện cộng đồng nhằm hướng tới các màn biểu diễn ca hát và chơi nhạc cụ trực tiếp, sống động thường diễn ra theo chủ đề, ví dụ như: theo dòng nhạc (blues, dân ca, jazz, nhạc cổ điển), theo quốc gia hay vùng địa phương của các nghệ sĩ âm nhạc, hoặc theo ngày lễ. Một số lễ hội lại tập trung vào dòng nhạc phụ nữ.
Lễ hội dạng này thường tổ chức ngoài trời, dựng các rạp hay sân khấu tạm thời có mái che dành cho nghệ sĩ biểu diễn. Thường thì các lễ hội âm nhạc sẽ phục vụ những thứ hấp dẫn khác ví dụ như: bày bán thức ăn và hàng hóa, nhảy múa, đồ thủ công, nghệ thuật trình diễn và nhiều hoạt động văn hóa - xã hội. Tại các lễ hội âm nhạc còn liên quan đến những mục tiêu từ thiện, sẽ có những thông tin về các vấn đề chính trị - xã hội. Nhiều đại nhạc hội tổ chức thường niên hoặc biểu diễn lại vào một số thời điểm khác. Một số đại nhạc hội, bao gồm nhiều lễ hội nhạc rock, chỉ tổ chức một lần duy nhất.

## Lịch sử

### Thời cổ đại và Trung Cổ ở phương Tây

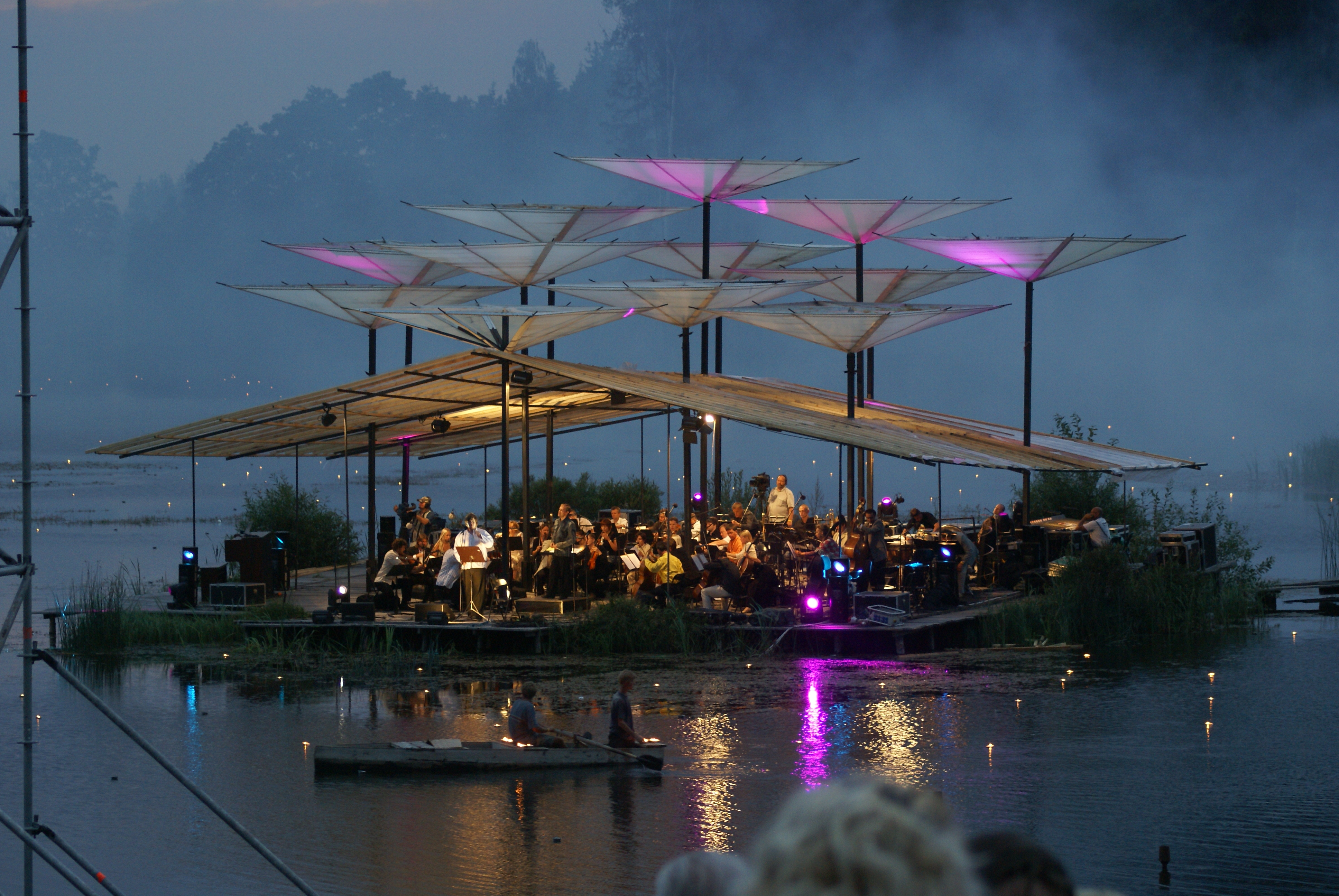
Đại nhạc hội Järvemuusika hồ Leigo (Estonia) năm 2007

Đại hội Thể thao Pythia tại khu vực Delphi (Hy Lạp cổ đại) có bao gồm cả các màn biểu diễn âm nhạc, và có thể là một trong những lễ hội âm nhạc sớm nhất từng được biết. Trong suốt thời kỳ Trung Cổ ở phương Tây, các đại nhạc hội thường được tổ chức dưới dạng các cuộc thi.

## Danh sách các lễ hội âm nhạc
Danh sách các lễ hội âm nhạc tại:
- Australia
- Ba Lan
- Bỉ
- Các Tiểu vương quốc Ả Rập Thống nhất
- Canada
- Đan Mạch
- Đức
- Hà Lan
- Hàn Quốc
- Hoa Kỳ
- Israel
- Italia
- Khu vực Trung Mỹ
- New Zealand
- România
- Singapore
- Vùng Caribe
- Vương quốc Anh

Danh sách lễ hội âm nhạc theo thể loại:
- Danh sách lễ hội nhạc jazz
- Danh sách lễ hội nhạc heavy metal
- Danh sách lễ hội nhạc điện tử
- Danh sách lễ hội âm nhạc quốc tế dài ngày